# Deobandi
El deobandi (en urdu, دیو بندی, devbandī) es un movimiento revivalista islámico suní con orígenes sufíes que apareció en India y Pakistán y se ha extendido a otros países como Afganistán, Sudáfrica y el Reino Unido.
Los deobandis crecieron en Afganistán de la mano de las organizaciones pakistaníes, llegando a tener influencia en la juventud afgana, especialmente la ubicada en los campos de refugiados en el contexto de la invasión soviética al país.
Los deobanditas, siguen el fiqh de Abu Hanifa y el aquidah de Abu Mansur Maturidi Se ven como una parte del Ahlus Sunnah wal-Jamaa'h y refutan las críticas al islam utilizando la lógica griega.[cita requerida] Están muy influidos por la Sunnah y son fervientes defensores de la sharía.[cita requerida]
Su nombre proviene de la localidad india de Deoband en Uttar Pradesh.